# 北京地下鉄西郊線
北京地下鉄西郊線（ペキンちかてつせいこうせん、中文表記: 北京地铁西郊线、英文表記: Beijing Subway Xijiao Line）は、中華人民共和国北京市の路面電車である。運営母体は北京市地鉄運営であるが、この路線はライトレール方式である。

## 概要

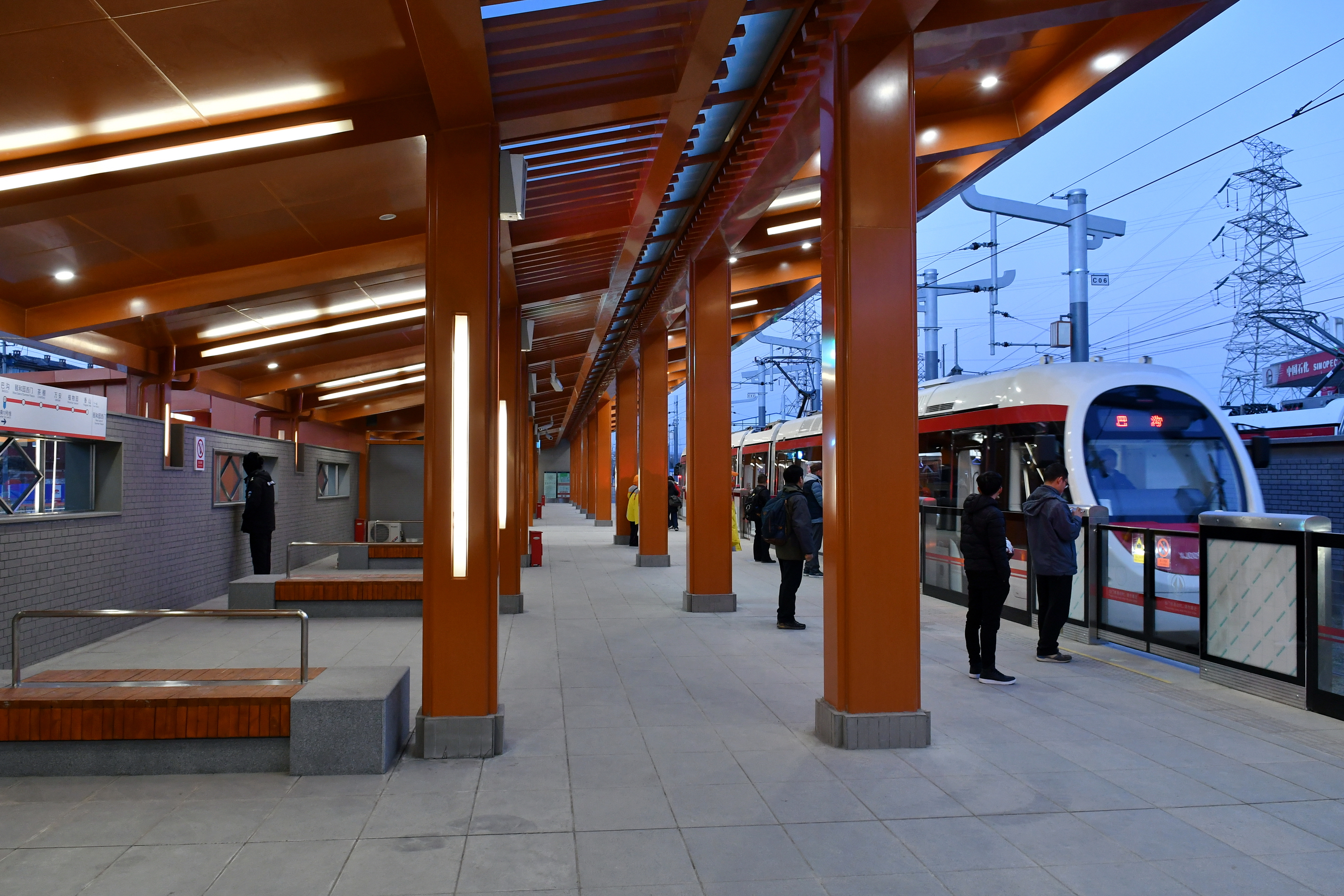
巴溝駅

北京市北西部の巴溝駅と香山駅を結び、頤和園、北京植物園、香山公園などの観光地を経由する路線である。巴溝駅において10号線と接続する。
運賃は他の地下鉄路線とは独立している。

## 沿革
- 2017年12月30日：開業[2][3]。
- 2018年1月1日：故障したXJ003号列車は、当日14時36分巴溝車両基地に向かう途中、香山駅前の分岐器で脱線事故が発生した。けが人はなかったが、そのあとすぐ香山駅と植物園駅が一時閉鎖して、巴溝駅から万安駅の区間だけで運営をした。XJ003号を軌道に戻った後、コントロールレバーが牽引位置になってたままで、ドライバーがいない状態に約6キロメートル走った。けが人もなかったが、この事故の影響を受けて、2日、香山駅が一時閉鎖して、植物園駅と香山駅の間は、バスを使用して運営した。[4]そのため鉄オタに「西溜線」とからかわれている。
- 2018年3月1日：全線で運営再開。

## 駅一覧
| 駅名         | 駅名         | 駅名                      | 駅間 キロ | 累計 キロ | 接続路線・備考 | 所在地 | 所在地 |
| 日本語       | 簡体字中国語 | 英語                      | 駅間 キロ | 累計 キロ | 接続路線・備考 | 所在地 | 所在地 |
| ------------ | ------------ | ------------------------- | --------- | --------- | -------------- | ------ | ------ |
| 巴溝駅       | 巴沟站       | Bagou                     | 0.0       | 0.0       | ■10号線        | 北京市 | 海淀区 |
| 頤和園西門駅 | 颐和园西门站 | Summer Palace West Gate   | 2.78      | 2.78      |                | 北京市 | 海淀区 |
| 茶棚駅       | 茶棚站       | Chapeng                   | 1.50      | 4.28      |                | 北京市 | 海淀区 |
| 万安駅       | 万安站       | Wan'an                    | 1.54      | 5.82      |                | 北京市 | 海淀区 |
| 国家植物園駅 | 国家植物园站 | National Botanical Garden | 1.79      | 7.61      |                | 北京市 | 海淀区 |
| 香山駅       | 香山站       | Xangshan                  | 1.03      | 8.64      |                | 北京市 | 海淀区 |